# Saab 35 Draken
Saab 35 Draken byl stíhací letoun vyráběný mezi roky 1955 a 1974 švédskou firmou Saab. Draken byl původně navržen, aby nahradil starší letouny Saab J 29 Tunnan a později i stíhací verzi (J 32B) letounu Saab 32 Lansen. Bylo u něho představeno inovativní dvojité delta křídlo. Za účelem otestování tohoto dosud neprobádaného aerodynamického prvku bylo vyrobeno a zalétáno menší experimentální letadlo, Saab 210. Do služby u švédského letectva byl zařazen 8. března 1960. První modely byly zamýšleny výhradně k provádění misí protivzdušné obrany a v této době byly považovány za schopného stíhače pro manévrový vzdušný souboj.
Šlo o první plně nadzvukové letadlo, které bylo v západní Evropě nasazeno do služby. V 80. letech 20. století byly švédské Drakeny do značné míry nahrazovány vyspělejším stíhačem Saab 37 Viggen, zatímco zavedení výkonnějšího stíhače Saab JAS 39 Gripen se očekávalo během deseti let, i když se nakonec zpozdilo. V důsledku omezení a vysokých nákladů na údržbu se švédské letectvo rozhodlo, že v prosinci 1999 budou Drakeny vyřazeny. Díky tomu, že šlo o vysoce účinný nadzvukový stíhací letoun, došlo během studené války i k jeho vývozu. Jeden z dochovaných letounů je umístěn i v leteckém muzeu Kbely.

## Vývoj

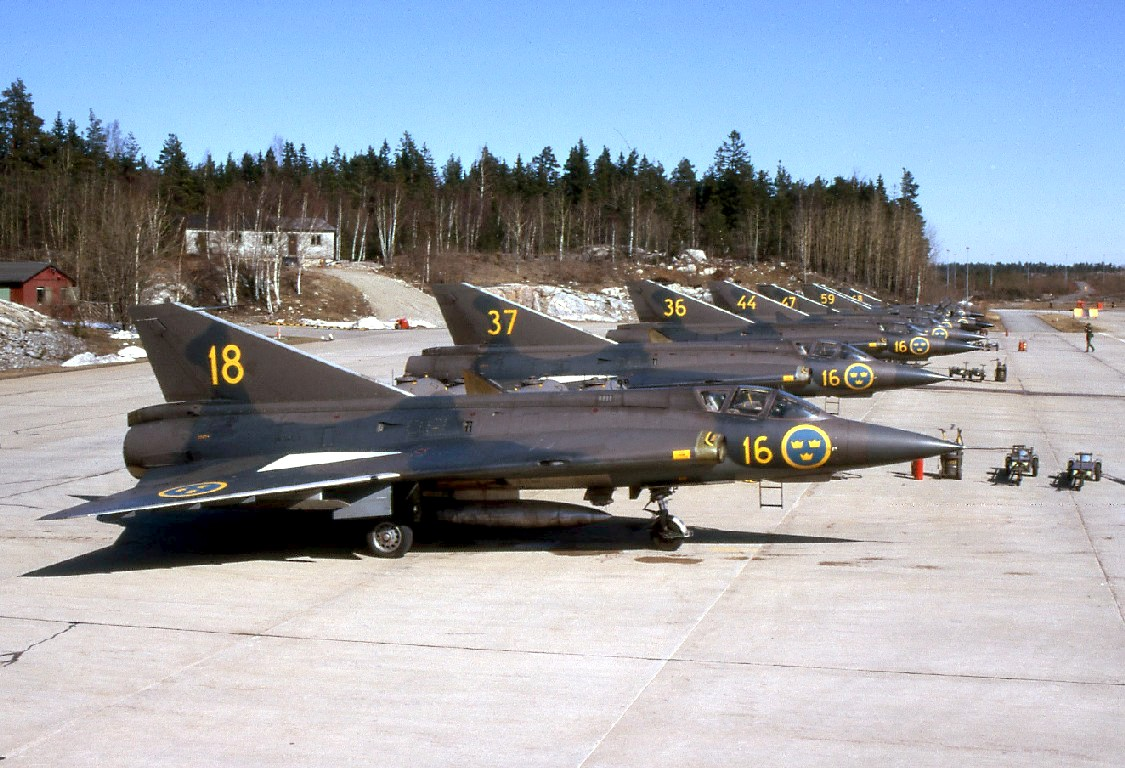
Švédské J 35A.

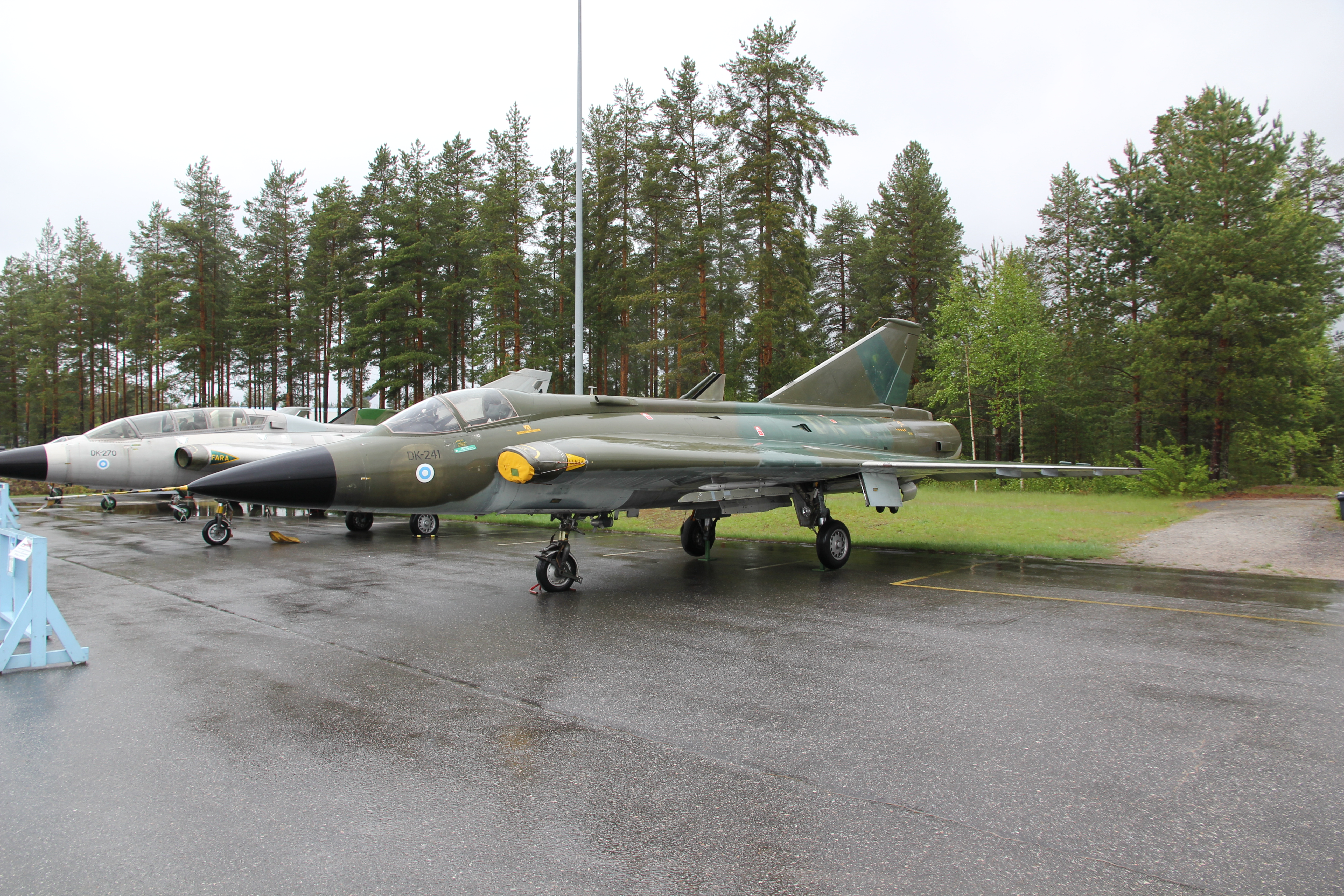
Saab 35FS Draken (DK-241), původně ve finských službách, ve finském leteckém muzeu. Za ním dvoumístná verze Saab 35CS Draken (DK-270).

Prototyp SAABu 35 poprvé vzlétl 25. října 1955 poháněn motorem Rolls-Royce Avon, druhý prototyp v polovině března 1956 a třetí o čtvrt roku později. 15. února 1958 byl zalétán první předsériový stroj z celkem devadesáti vyrobených J-35A (sériová čísla 35 001-35 090) s výkonnějším motorem Rolls-Royce Avon 200 o 67 kN tahu. První sériové J-35A se dostaly do výzbroje švédského letectva roku 1960. První let následné varianty J-35B (35 201-35 289) s prodlouženou komorou přídavného spalování připadl na 29. listopadu 1959, dvoumístná cvičná bojová varianta Sk-35C (35 801-35 822) pak 30. prosince 1959. Instalací výkonnějšího licenčního motoru RM-6B o tahu 78 kN s přídavným spalováním do draku verze J-35B pokračoval vývoj Drakenů typem J-35D se zvětšenou kapacitou vnitřních nádrží. Prototyp vzlétl 27. prosince 1960 a celkem bylo vyprodukováno 91 letounů sériových čísel 35 301-35 391. Vzrostla stoupavost i maximální rychlost na dvojnásobek rychlosti zvuku.
Fotoprůzkumný S-35E dostal nové vystřelovací sedadlo SAAB S-73E umožňující katapultáž v nulové výšce a rychlosti, kryt kabiny z jednoho kusu organického skla a rekonstruovanou přetlakovou příď s kamerami OMERA SKa-16B a SKa-24. První "éčko" vzlétlo 27. června 1963 a bylo dodáno celkem šedesát letounů výrobních čísel 35 901-35 960. J-35F dostal modernizovaný střelecký systém pro vypouštění střel s radiolokačním naváděním Rb-27 a infračerveným naváděním Rb-28. Zvýšená hmotnost stroje byla kompenzována odstraněním jednoho kanónu ADEN M-55. Celkem bylo vyrobeno 208 kusů (35 401-35 608) a první z nich zahájily službu v roce 1965.
Během operačního nasazení pak postupně procházely modernizacemi na verze J-35F-1 a J-35F-2 s moderní avionikou, novým překrytem kabiny a radarem Ericson PS-011/A. Pohon zajišťoval motor Svenska Flygmotor RM6C Model 67 s přídavným spalováním.
Po ověřování dalších úprav na J-35F Mod a J-35Ny bylo na nový standard J-35J přestavěno v letech 1987 až 1991 66 kusů J-35F.
Prvním švédským útvarem, vyzbrojeným Drakeny, se v březnu 1960 stala 13. Flygflottilj v Norrkopingu, naopak poslední švédskou jednotkou užívající J-35J byl stíhací wing F10 v Angelholmu.

## Uživatelé

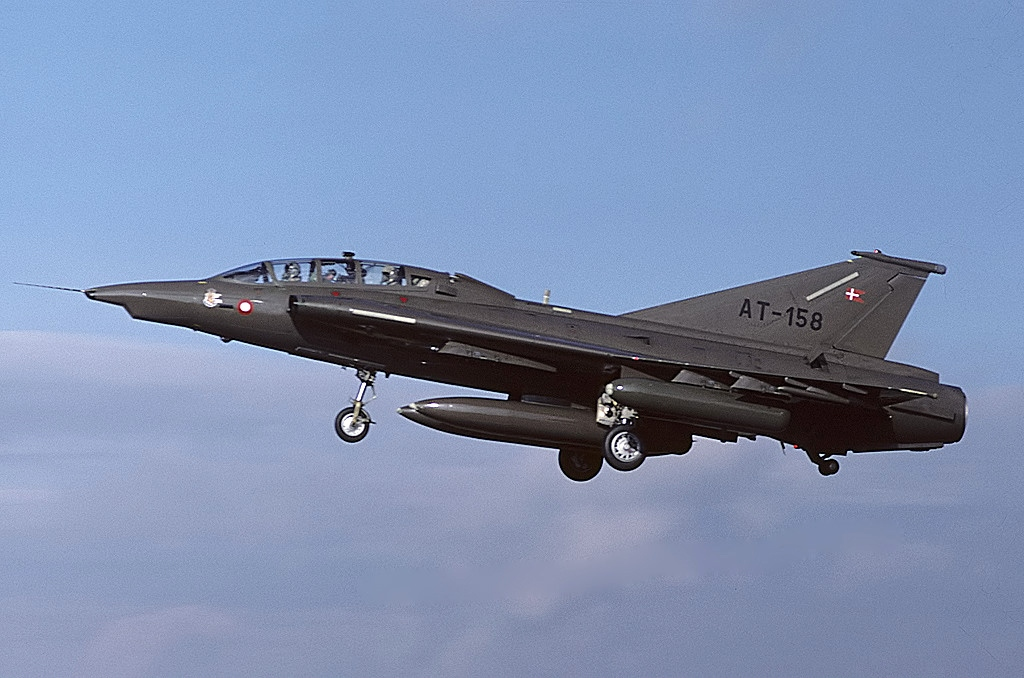
Saab TF-35 Draken dánského letectva

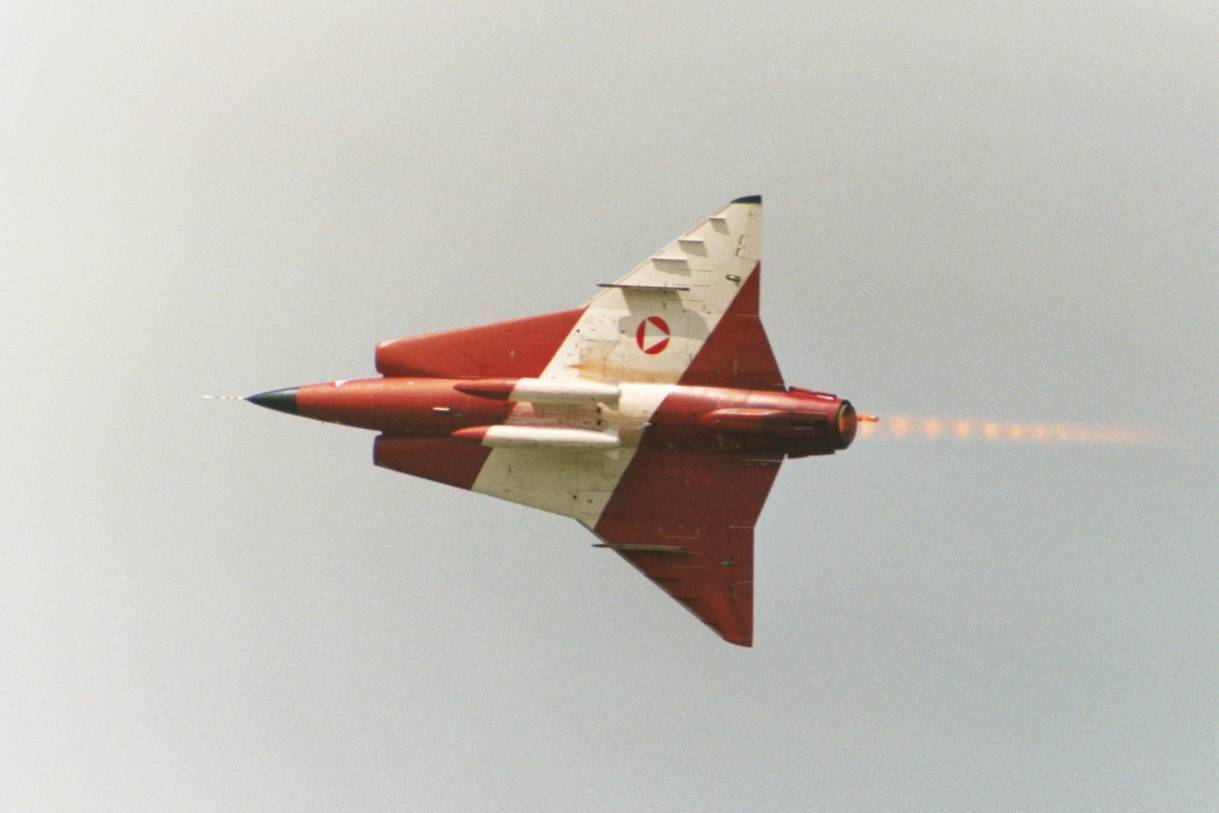
Rakouský Saab 35 Draken

29. ledna 1970 byla zalétána exportní varianta Saab 35XD pro Dánsko vyvinutá z typu F se zvýšenou nosností a doletem. Do roku 1971 obdržela Kongelige Danske Flyvevaben 20 stíhacích bombardovacích F-35 (351001-351020), 20 průzkumných RF-35 (351101-351120) s kamerami Vinten a 6 cvičných dvoumístných TF-35. Saab 35XH (350 11) byla exportní varianta pro švýcarské vzdušné síly, které však nakonec objednalo letouny Mirage III, proto zůstalo pouze u jednoho exempláře. 12 finských Saab 35XS Draken (351301-351312), (J-35B, Sk-35C a J-35F) bylo dodáno v dílech, které letecká továrna Valmet v letech 1974-75 smontovala. Dodávce předcházel pronájem šesti švédských upravených letounů na variantu J-35BS v roce 1972 pro seznámení a přeškolení s novým typem. Posledním zahraničním uživatelem se stalo Rakousko s letouny J-35OE.
 Rakousko
- Rakouské letectvo, 24 letadel:
  - Fliegerregiment 2
    - Staffel 1
    - Staffel 2

 Dánsko
- Dánské královské letectvo, 51 letounů:[3]
  - Eskadrona č. 725
  - Eskadrona č. 729

 Finsko
- Finské letectvo, 50 letadel:
  - Eskadrona č. 11
  - Eskadrona č. 21

 Švédsko
- Švédské letectvo

## Specifikace (J 35F Draken)

### Technické údaje
- Osádka: 1
- Délka: 15,34 m
- Rozpětí: 9,42 m
- Výška: 3,89 m
- Nosná plocha : 49,22 m²
- Hmotnost (prázdný): 7 865 kg
- Hmotnost (naložen): 11 400 kg
- Maximální vzletová hmotnost: 16 000 kg
- Pohonná jednotka: 1 × proudový motor Volvo Flygmotor RM 6C s přídavným spalováním
  - Suchý tah: 56,5 kN
  - Tah s forsáží: 78,4 kN

### Výkony
- Maximální rychlost: 2 120 km/h v 11 000 m
- Dolet: 3 250 km s příd. nádržemi
- Plošné zatížení: 231,6 kg/m²
- Dostup: 20 000 m
- Stoupavost: 175 m/s
- Tah/Hmotnost: 0,70

### Výzbroj
- 1× 30mm kanón M-55 ADEN se 100 střelami (u prvních modelů 2x 30mm kanón M-55 ADEN s 90 střelami)
- čtyři závěsy na přídavné nádrže nebo střely vzduch-vzduch
- střely vzduch-vzduch Rb 24, Rb 27 a Rb 28, Rb-305, AIM-9, AIM-4D, AIM-26B
- 2× 75 mm závěsy na střely vzduch-vzduch na spodu letounu místo dvou nádrží nebo raket
- 12× raketa Bofors ráže 135mm na šesti pylonech pod křídlem
- 55, 220, 500, a 1 000 librové pumy
- Maximální náklad 2 900 kg